# Barbara Campanini

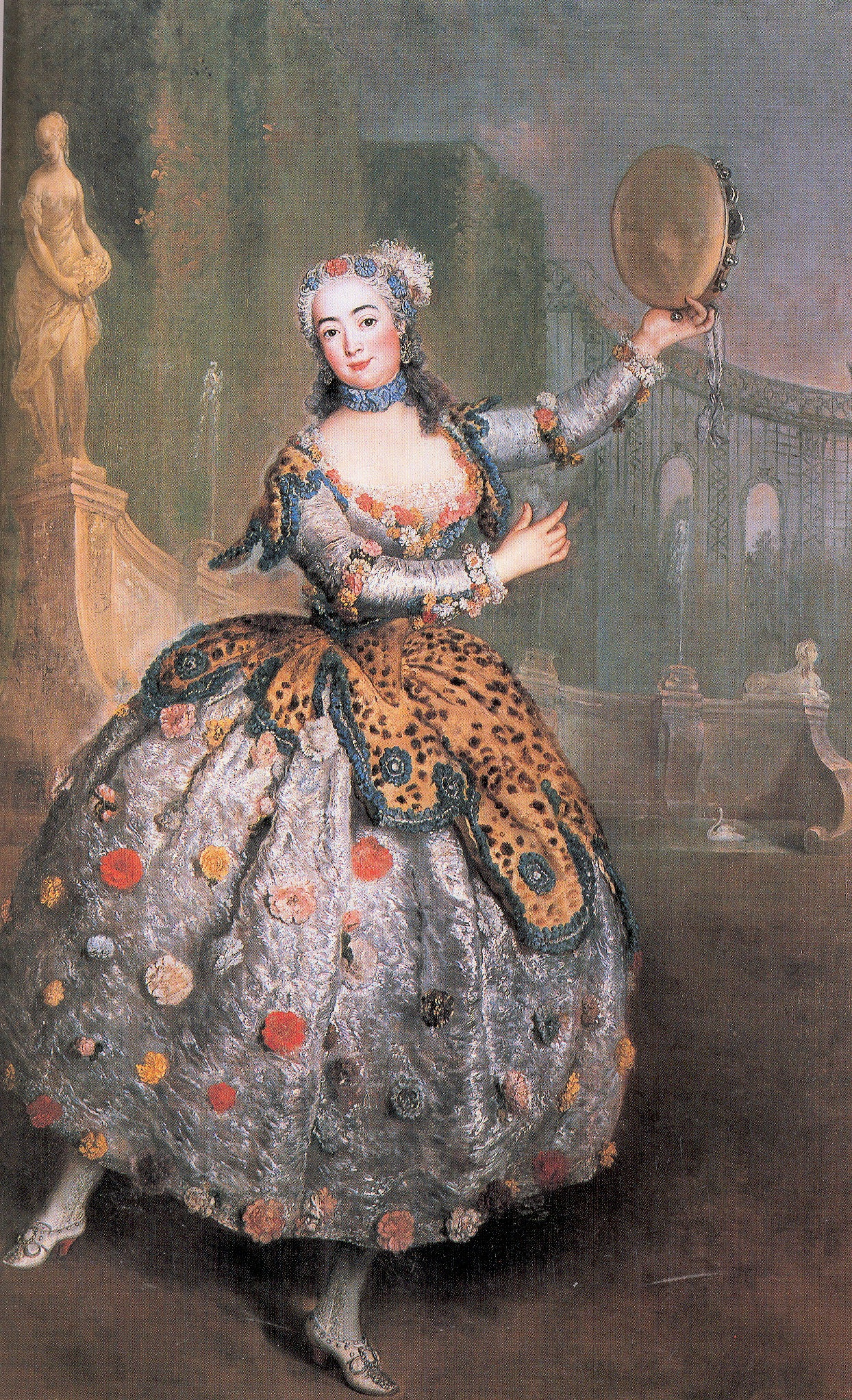
Barbara Campanini

Barbara Campanini (Parma, 7 juni 1721 - Barschau/Spreewald, 7 juni 1799) was een bekende Italiaanse klassiek balletdanseres die veel bewonderaars had. Ze stond bekend als "La Barberina".
De Pruisische koning Frederik de Grote was een grote fan van haar en liet haar ontvoeren. Jean-Jacques Rousseau bemoeide zich ermee toen hij aangesteld was als secretaris op de ambassade aldaar. Frederik droeg de Franse barokschilder Antoine Pesne op een groot portret van haar te schilderen. Het bekende portret hangt in de privébibliotheek van Sanssouci. Zij trouwde niet met de Schot, die haar was gevolgd, en het land werd uitgezet, maar met een Pruisische edelman.